# Ilona Duczynska
Ilona Duczyńska (także: Ilona Duczynska, ur. 11 marca 1897 w Maria Enzersdorf pod Wiedniem, zm. 24 kwietnia 1978 w Pickering) – węgierska rewolucjonistka polskiego pochodzenia, tłumaczka, żona ekonomisty Karla Polanyiego.

## Życiorys
Jej pochodzący z polskiej szlachty ojciec pracował na kolei i wyemigrował do USA w 1904 roku, gdzie wkrótce zmarł. Studiowała na politechnice w Zurychu, gdzie działała w studenckim ruchu socjalistycznym. Planowała zamach na premiera Istvana Tiszę, zwolennika polityki wojennej. 
W 1923 roku wyszła za mąż za Karla Polanyiego. Przez pewien czas była więziona za działalność socjalistyczną. W 1947 roku jej mąż otrzymał pracę wykładowcy w USA, jednak zamieszkała z nim w Pickering (Ontario) w Kanadzie, ponieważ władze USA odmówiły przyznania jej wizy wjazdowej. W 1975 roku opublikowano jej książkę: Workers in Arms: The Austrian Schutzbund and the Civil War of 1934.